# مجموعة الجيوش أ
مجموعة الجيوش أ (بالألمانية: Heeresgruppe A) هي مجموعة جيوش تابعة للقوات المسلحة لألمانيا النازية، شاركت على كلا جبهتي الحرب العالمية الثانية.

## الجبهة الغربية، 1940
أثناء الغزو الألماني لفرنسا والبلدان المنخفضة أوكلت مهمة قيادة مجموعة الجيوش أ للجنرال أوبرست غيرد فون رونتشتيت والذي تولّى مهمة اختراق الأردين، خلال تلك الفترة كان قوام مجموعة الجيوش أ خمسة وأربعين فرقة منها فرق البانزر السبعة المكوّنة للجيش الأول بانزر.

### التشكيل
- الجيش الرابع بقيادة الجنرال أوبرست غونثر فون كلوج

الفيلق الخامس بقيادة قائد المشاة ريتشارد روف
الفرقة مئتان وواحد وخمسون مشاة بقيادة الفريق هانز كراتزرت
الفيلق الثامن بقيادة قائد المشاة إرنست بوش
الفرقة الثامنة ياغر بقيادة الفريق ردولف كوخ-إرباخ
الفرقة الثامنة والعشرون ياغر بقيادة غنرالمايور يوهان زينوبر
الفيلق الثاني بقيادة قائد المشاة أدولف شتراوس
الفرقة الثانية عشر مشاة بقيادة الفريق فالتر فون سيدلتز-كورزباخ
الفرقة الثانية والثلاثون مشاة بقيادة الفريق فرانز بوم
الفيلق الخامس عشر بقيادة قائد المشاة هرمان هوث
الفرقة الخامسة بانزر بقيادة الفريق يواكيم لملزن
فرقة البانزر السابعة بقيادة اللواء إرفين رومل
الفرقة الثانية والستون مشاة بقيادة اللواء فالتر كاينر
الاحتياط
الفرقة الرابعة مشاة بقيادة الفريق إريك-أوسكار هانسن
الفرقة السابعة والثمانون مشاة بقيادة الفريق بوغيسلاف فون شتودنتز
الفرقة مئتان وإحدى عشر مشاة بقيادة الفريق كورت رينر
الفرقة مئتان وثلاثة وستون مشاة بقيادة الفريق فرانز كارل
الفرقة مئتان وسبعة وستون مشاة بقيادة الفريق إرنست فيسمان
- الجيش السادس عشر بقيادة قائد المشاة إرنست بوش
- الجيش الثاني عشر بقيادة الفريق أول فيلهلم لست

## الجبهة الشرقية، 1942
بحلول عام 1942 تواجدت مجموعة الجيوش الجنوبية على الجبهة الشرقية، وتحديدًا جنوب الإتحاد السوفيتي، استعدادًا لشن العملية الزرقاء، على هذا الأساس تم تقسيم مجموعة الجيوش الجنوبية إلى مجموعتي جيوش أخرتين، وهما؛ مجموعة الجيوش أ ومجموعة الجيوش ب، حيث صدرت الأوامر لمجموعة الجيوش أ بمهاجمة القوقاز والسيطرة على حقول النفط هناك.

### التشكيل
- الجيش الأول بانزر بقيادة جنرال أوبرست بول لودفيغ إيفالد فون كلايست
- الجيش الحادي عشر بقيادة الفريق أول إريش فون مانشتاين
- الجيش السابع عشر بقيادة الفريق أول هانز فون سالموت
- الجيش الروماني الرابع بقيادة جنرال الجيش قنسطنطين قنسطنطينيسكو-كلابس

## الجبهة الشرقية، 1945
في السادس عشر من يناير لعام 1945 أصدر الكولونيل بوغيسلاو فون بونين، رئيس فرع العمليات بهيئة الأركان، لمجموعة الجيوش أ بالانسحاب أثناء الهجوم السوفيتي على قطاع فيستولا-الأودر، متجاهلًا الأمر المباشر الصادر عن أدولف هتلر بالاستمرار في المقاومة، وعلى الرغم من نجاح مجموعة الجيوش أ في الإفلات من محاولة التطويق وقدرتها على إعادة الهيكلة مرة أخرى إلا أنه تم إلقاء القبض على فون بونين من قِبل الغيستابو في التاسع عشر من يناير لعام 1945، حيث أُودع معسكر اعتقال فلوسنبورغ ثمّ نُقل إلى معسكر اعتقال داخاو، قبل أن يتم تحريره ونقله مع باقي السجناء إلى جنوب تيرول بواسطة القوات الأمريكية في مايو من عام 1945.

## المصير
في الخامس والعشرين من يناير لعام 1945 أعاد أدولف هتلر تسمية ثلاث مجموعات جيوش، وهي؛ مجموعة الجيوش الشمالية لتصبح مجموعة جيوش كورلاند، ومجموعة الجيوش الوسطى لتصبح مجموعة الجيوش الشمالية، وأخيرًا مجموعة الجيوش أ لتصبح مجموعة الجيوش الوسطى.

## القادة
تولّى قيادة مجموعة الجيوش أ كلًا من:
| القائد                                        | من             | إلى            | ملاحظات                                                                             |
| --------------------------------------------- | -------------- | -------------- | ----------------------------------------------------------------------------------- |
| جنرال أوبرست غيرد فون رونتشتيت                | 15 أكتوبر 1939 | 1 أكتوبر 1940  | حصل على رتبة جنرال فيلدمارشال في 19 يوليو 1940                                      |
| جنرال فيلدمارشال فيلهلم لست                   | 10 يوليو 1942  | 10 سبتمبر 1942 | عُزل عن القيادة                                                                      |
| الفوهرر أدولف هتلر                            | 10 سبتمبر 1942 | 21 نوفمبر 1942 |                                                                                     |
| جنرال أوبرست بول لودفيغ إيفالد فون كلايست     | 22 سبتمبر 1942 | يونيو 1943     | حصل على رتبة جنرال فيلدمارشال في 1 فبراير 1943                                      |
| جنرال القوات الجبلية هوبرت لانز               | يونيو 1943     | يوليو 1943     |                                                                                     |
| جنرال فيلدمارشال بول لودفيغ إيفالد فون كلايست | يوليو 1943     | 25 مارس 1944   | أُحيل إلى الاستيداع                                                                  |
| جنرال أوبرست فرديناند شورنر                   | 25 مارس 1944   | 31 مارس 1944   | تولّى قيادة مجموعة جيوش جنوب أوكرانيا ثم عاد لقيادة مجموعة الجيوش أ في 17 يناير 1945 |
| جنرال أوبرست جوزيف هارب                       | 28 سبتمبر 1944 | 17 يناير 1945  | عُزل عن القيادة وأُحيل لقيادة الجيش الخامس بانزر                                      |
| جنرال أوبرست فرديناند شورنر                   | 17 يناير 1945  | 26 يناير 1945  | ظل قائدًا لنفس مجموعة الجيوش بعد إعادة تسميتها إلى مجموعة الجيوش الوسطى              |

## قادة الأركان
| قائد الأركان                    | من             | إلى            | ملاحظات                              |
| ------------------------------- | -------------- | -------------- | ------------------------------------ |
| الفريق إريش فون مانشتاين        | 26 أكتوبر 1939 | 1 فبراير 1940  |                                      |
| الفريق غيورغ فون سودنشترن       | 6 فبراير 1940  | 1 أكتوبر 1940  | نال رتبة قائد المشاة في 1 أغسطس 1940 |
| الفريق هانز فون غريفنبرغ        | 10 يوليو 1942  | 23 فبراير 1943 |                                      |
| الفريق ألفريد غاوز              | 23 فبراير 1943 | 13 مايو 1943   |                                      |
| الفريق هانز فون غريفنبرغ        | 13 مايو 1943   | 16 يوليو 1943  |                                      |
| اللواء هانز روتيغر              | 16 يوليو 1943  | 24 مارس 1944   | نال رتبة الفريق في 1 سبتمبر 1943     |
| الفريق فالتر فنك                | 24 مارس 1944   | 23 يوليو 1944  |                                      |
| الفريق فولف-دايتريخ فون زيلاندر | 28 سبتمبر 1944 | 15 فبراير 1945 |                                      |